# Plevňov
Plevňov je malá vesnice, část obce Řenče v okrese Plzeň-jihv Plzeňském kraji. Nachází se asi 2,5 kilometru jihozápadně od Řenče. Plevňov je také název katastrálního území o rozloze 1,63 km².

## Název
Jméno vesnice vzniklo ze slova pleveň, což je označení pro místnost na plevy a ohrabky nebo pro seník.

## Historie
První písemná zmínka o vesnici pochází z roku 1379. V 15. století za husitských válek ves údajně zanikla a na jejích gruntech později vznikla nová ves. Roku 1662 bylo panství Řenče spolu s Plevňovem přičleněno pod panství Dolní Lukavice, u kterého zůstala až do zrušení poddanství. V roce 1789 Plevňov stále tvořil součást dolnolukavického panství a stálo v něm čtrnáct domů. Roku 1839 v Plevňově žilo 109 obyvatel v patnácti domech. Kromě toho byl ve vsi panský dvůr a vesnice patřila k přeštické farnosti. Do roku 1848 počet obyvatel vzrostl na 112.
Během druhé světové války nedaleko vsi dopadlo německé sestřelené letadlo. Vzhledem k vybuchující munici ho nebylo možné hasit, a požár ho téměř zcela zničil. Trosky letadla byly po požáru odvezeny.[zdroj⁠?!]

## Obyvatelstvo
| Rok            | 1869 | 1880 | 1890 | 1900 | 1910 | 1921 | 1930 | 1950 | 1961 | 1970 | 1980 | 1991 | 2001 | 2011 | 2021 |
| -------------- | ---- | ---- | ---- | ---- | ---- | ---- | ---- | ---- | ---- | ---- | ---- | ---- | ---- | ---- | ---- |
| Počet obyvatel | 83   | 106  | 103  | 97   | 113  | 110  | 95   | 81   | 70   | 66   | 64   | 38   | 30   | 25   | 28   |
| Počet domů     | 16   | 19   | 19   | 19   | 18   | 18   | 19   | 19   | 19   | 17   | 16   | 20   | 20   | 20   | 19   |

## Obecní správa
Při sčítání lidu v letech 1850–1959 Plevňov byl samostatnou obcí v okrese Přeštice. Od roku 1960 je částí obce Řenče v okrese Plzeň-jih.

## Galerie

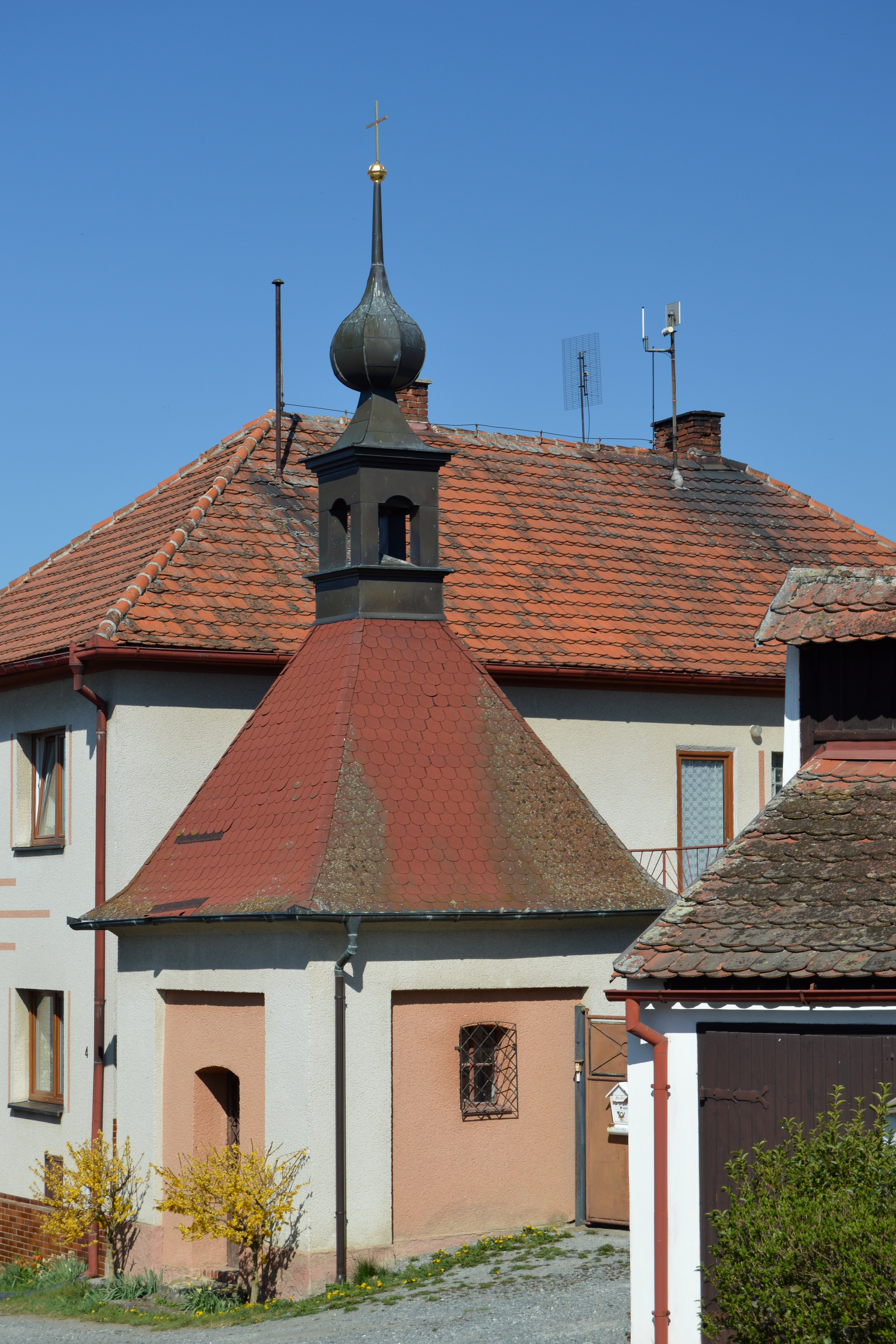
Kaplička
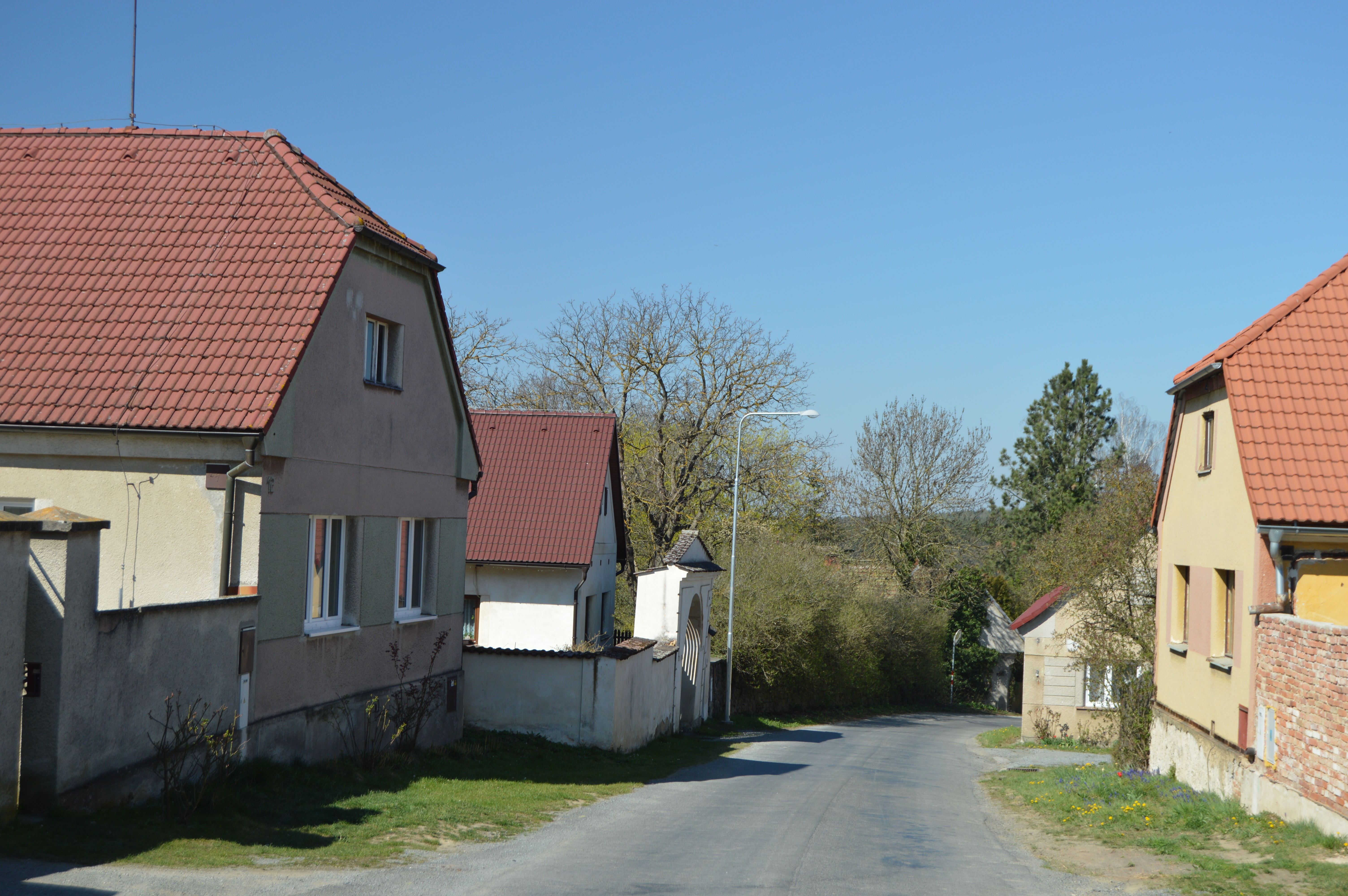
Plevňov